# Teddy Dunn
Teddy Dunn, właściwie Edward Wilkes Jobiden Dunn (ur. 11 listopada 1980) – amerykański aktor filmowy i telewizyjny. Znany jest głównie z roli Duncana Kane'a w serialu Weronika Mars.
W 2009 roku Dunn zrezygnował z aktorstwa. Obecnie zajmuje się prawem.